# عبدالعظیم خضروف
عبدالعظیم خضروف (انگلیسی: Abdeladim Khadrouf؛ زادهٔ ۳ ژانویهٔ ۱۹۸۵) بازیکن فوتبال اهل مراکش است.
از باشگاه‌هایی که در آن بازی کرده‌است می‌توان به باشگاه فوتبال مغرب تطوان اشاره کرد.
وی همچنین در تیم ملی فوتبال مراکش بازی کرده‌است.